# Ford Standard
Der Ford Standard, oder auch Ford Special, war ein PKW der oberen Mittelklasse, der in den Modelljahren 1941 und 1942 von Ford in den USA hergestellt wurde. Er war einer der Nachfolger des Ford V8 und stellte die kostengünstigste Ausstattungsvariante dar. Wie seine Schwestermodelle Deluxe und Super Deluxe war er mit einem Reihensechszylindermotor mit 3700 cm³ Hubraum ausgestattet, der 90 bhp (66 kW) bei 3300/min leistete. Ein V8-Motor war nicht erhältlich.
Die Fahrzeuge waren als 2-türiges Coupé, 2-türige Limousine („Tudor“) oder 4-türige Limousine („Fordor“) erhältlich.
In zwei Jahren entstanden 72.832 Exemplare. Im Februar 1942 musste die Fertigung, wie die aller zivilen PKWs in den USA, kriegsbedingt eingestellt werden und lebte nach dem Zweiten Weltkrieg nicht mehr auf.